# Joannes Cassianus Pompe
Pour les articles homonymes, voir Pompe (homonymie).
Joannes Cassianus Pompe, appelé Johann (né le 9 septembre 1901 à Utrecht et mort le 15 avril 1945 à Sint Pancras), est un médecin pathologiste hollandais.
Il est connu pour la description d'une dysfonction génétique  provoquant l'accumulation du glycogène menant à l'hypertrophie cardiaque, qui porte désormais son nom.
Il a été arrêté par l'armée allemande pour espionnage, puis fusillé en avril 1945 en représailles à un attentat à la gare de Sint Pancras, où un monument rappelle son nom parmi celui des vingt victimes,,.